# 納氏棘花鮨
納氏棘花鮨，又稱納氏棘花鱸，為輻鰭魚綱鱸形目鱸亞目鮨科的其中一種，分布於南太平洋Nazca海脊海域，棲息深度162-225公尺，體長可達15公分，為底棲性魚類，屬肉食性，生活習性不明。

## 擴展閱讀
維基物種上的相關：納氏棘花鮨